# Pedaria catherinae
Pedaria catherinae là một loài bọ cánh cứng trong họ Bọ hung (Scarabaeidae).